# Хилюк Федір Миронович
Федір Миронович Хилюк (1912, село Круглик, тепер у складі міста Лубни Полтавської області — липень 1971, місто Київ) — український радянський діяч, начальник Управління з транспортного освоєння малих річок при Раді міністрів Української РСР. Кандидат економічних наук.

## Біографія
Народився в селянській родині. Трудову діяльність розпочав у 1927 році робітником ліспромгоспу.
У 1936 році закінчив Горьковський інститут інженерів водного господарства (РРФСР).
З 1936 року працював на інженерних та керівних посадах у портах Дніпровського річкового пароплавства.
Член ВКП(б) з 1942 року.
У серпні (затв.) 1945 — травні 1952 року — начальник Управління з транспортного освоєння малих річок при Раді міністрів Української РСР. Знятий з посади «за незабезпечення керівництва діяльністю підприємств Управління... та пряме потурання розкрадачам соціалістичної власності».
У 1952—1956 роках — слухач Ленінградської академії морського флоту.
У 1956—1966 роках — на керівних посадах (зокрема, в.о. заступника начальника та в.о. начальника відділу зведеного народногосподарського плану) в Держплані Української РСР. З 1966 по липень 1971 року — начальник зведеного відділу народногосподарського плану Української філії науково-дослідного інституту планування і нормативів (НДІПІН) при Держплані СРСР — член колегії Держплану Української РСР.
Помер у липні 1971 року в місті Києві.

## Нагороди
- орден «Знак Пошани» (23.01.1948)
- два ордени
- чотири медалі